# نسخ جهان‌آرا

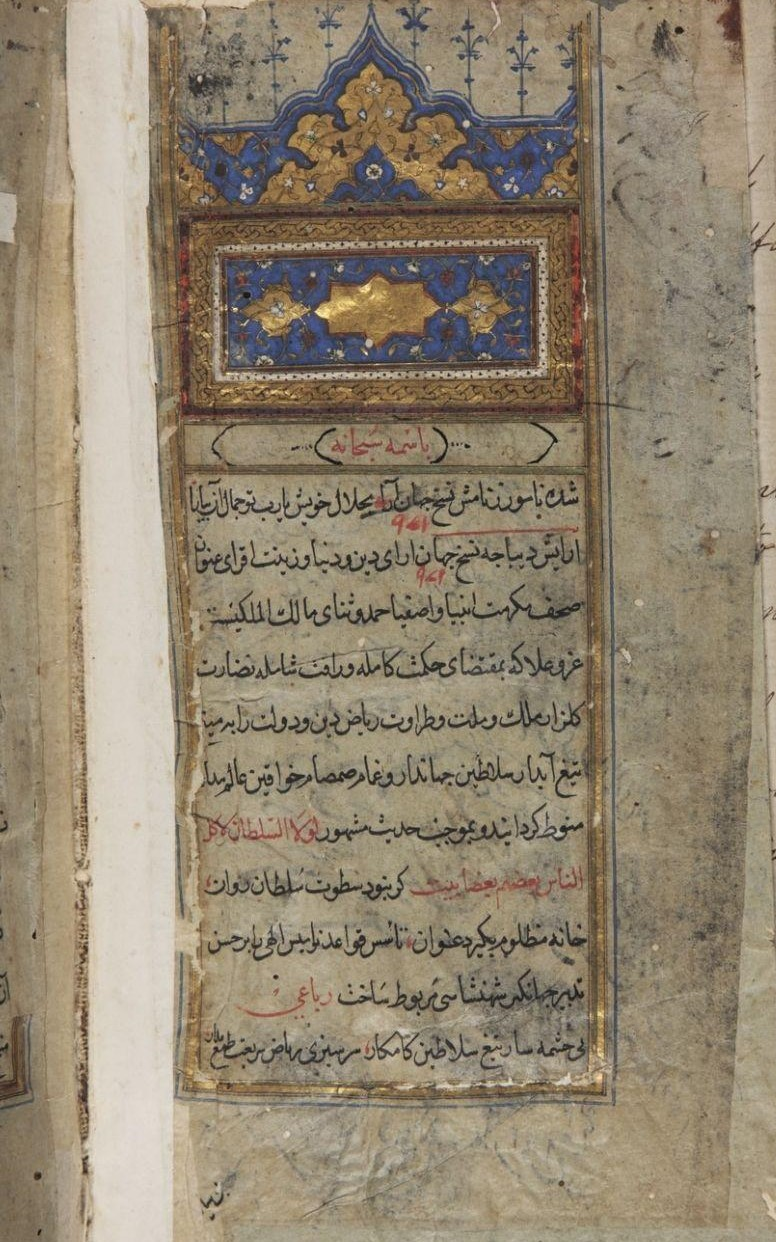

نسخ جهان‌آرا که با عنوان تاریخ جهان‌آرا نیز شناخته می‌شود، یک کتاب تاریخ عمومی به زبان فارسی است که توسط قاضی احمد غفاری، نویسنده و مورخ دوره صفوی، در سال ۹۷۱ هجری قمری (۱۵۶۳/۶۴ میلادی) نوشته شده است. این اثر به شاه تهماسب اول صفوی (حکومت: ۱۵۲۴–۱۵۷۶) تقدیم شده بود.
کتاب نسخ جهان‌آرا اثری برجسته به شمار می‌رفت، چنان‌که نسخه‌های بسیاری از آن باقی مانده است. گفته شده که این اثر به زبان ترکی عثمانی نیز ترجمه شده بود. ساختار این کتاب تحت تأثیر حبیب‌السیر شکل گرفته، اما برخلاف آن، به‌جای پرداختن به جزئیات هنری یا شاعرانه، بر رویدادهای نظامی تمرکز دارد.